# 1294 w polityce

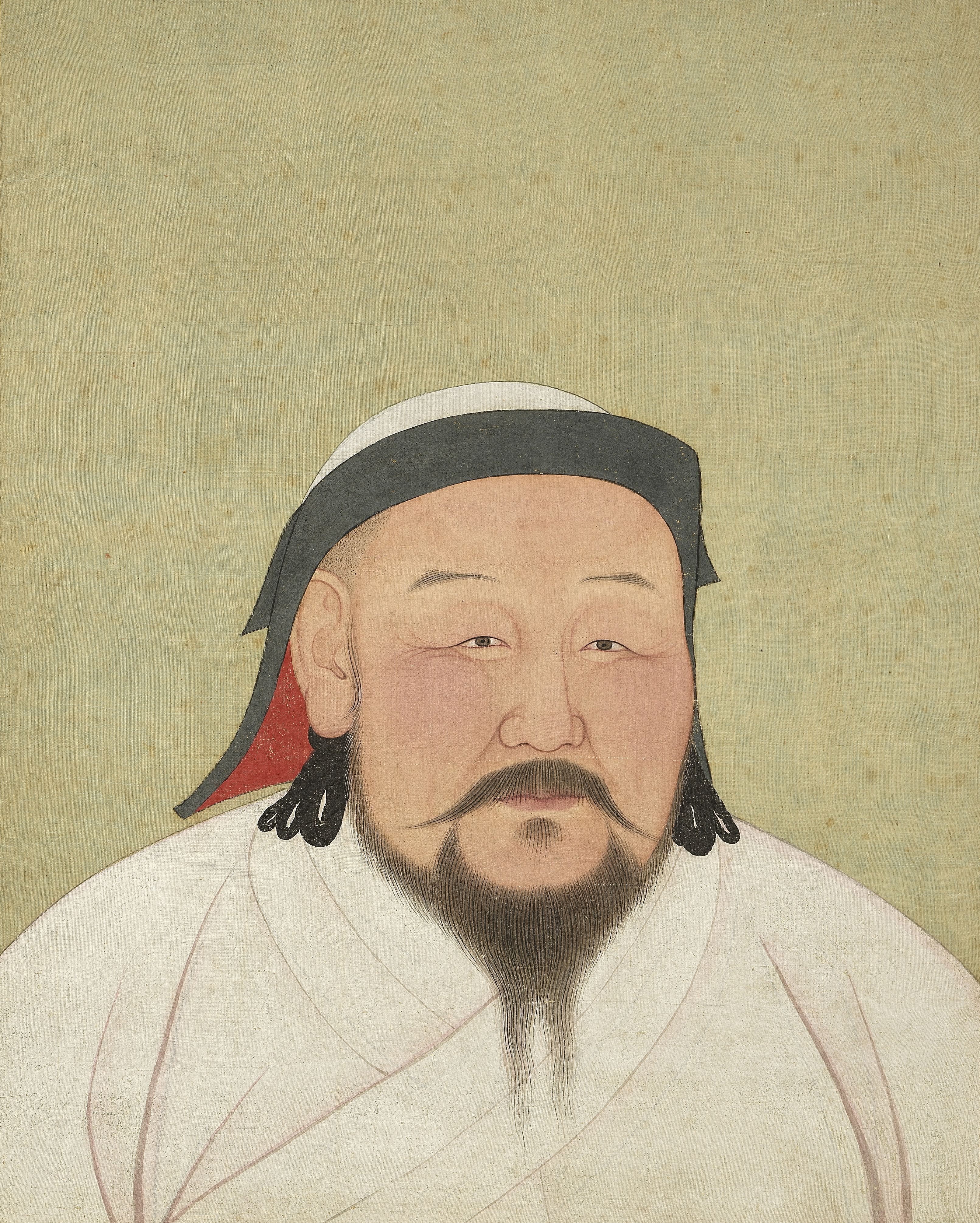
Kubilaj-chan

Wydarzenia polityczne w 1294 roku.

## Wydarzenia
- Najazd Litwinów na ziemię łęczycką[1][2].
- Początek wojny francusko-angielskiej (do 1303)[3][4].
- Przemysł II przyłączył Pomorze Gdańskie do Wielkopolski[2].

## Zmarli
- 18 lutego Kubilaj-chan, wielki chan mongolski i pierwszy cesarz Chin z dynastii Yuan[5].
- 25 grudnia Mściwoj II, książę gdański[6].